# Compsophorus gracilis
Compsophorus gracilis là một loài tò vò trong họ Ichneumonidae.